# Gladzor (Vayots Dzor)
Pour l’article homonyme, voir Gladzor.
Gladzor (en arménien Գլաձոր ) est une communauté rurale du marz de Vayots Dzor, en Arménie. Elle compte 2 687 habitants en 2008.